# Bruno Romo
Bruno Sebastián Romo Rojas (Santiago, Chile, 20 de mayo de 1989) es un futbolista profesional chileno que se desempeña como defensa central y actualmente milita en Santiago City de la Segunda División de Chile.

## Trayectoria

### Colo-Colo (2006-2008)
Se inició en las divisiones menores de Colo-Colo, jugando también en el equipo de Tercera División, Colo-Colo B. Posteriormente fue ascendido al primer equipo el año 2006.
Debutó por Primera División el 26 de noviembre de 2006 frente a Deportes Puerto Montt en el partido de ida de cuartos de final por el Clausura 2006. El equipo de Colo-Colo fue dirigido por Fernando Astengo porque el director Técnico de Colo-Colo, Claudio Borghi preparaba al primer equipo para la Copa Sudamericana 2006, y el encuentro fue ganado por 1-0. En dicho torneo, Romo formó parte del plantel que se consagró campeón tras vencer en la final a Audax Italiano por un marcador global de 6-2. También fue inscrito en el plantel que disputó la Copa Sudamericana, pero no jugó ningún partido y Colo-Colo no pudo vencer en la final al Pachuca de México.
Durante el primer semestre del 2007, Romo integró nuevamente Colo-Colo B, regresando al primer equipo a mitad de año de cara al Clausura 2007. En dicho torneo Romo disputó solamente 1 partido: El 3 de octubre en el empate a 2 frente a Everton. En diciembre, Romo se consagra campeón por segunda vez con Colo-Colo tras vencer en la final a Universidad de Concepción por un marcador global de 4-0, ganando de esta forma el Clausura 2007.
Durante el Apertura 2008, Romo no tuvo mayores oportunidades ni con Claudio Borghi, ni con su sucesor Fernando Astengo. En el torneo solamente jugó 2 encuentros y Colo-Colo perdió frente a Everton en la final del campeonato.

### Santiago Wanderers (2008)
El segundo semestre de 2008 fue enviado a préstamo a Santiago Wanderers de la Primera B de Chile para anfrontar el Clausura 2008. Al comienzo no pudo jugar mucho en su nuevo equipo debido a sus continuas convocatorias a las selecciones menores, lo que no le permitió ser titular. Cuando ya comenzó a jugar, el técnico Jorge Aravena lo colocó de lateral izquierdo, donde cumplió un paupérrimo papel. Sin embargo, cuando comenzó a jugar en su posición natural de defensa central comenzó a destacar. El equipo tuvo una campaña bastante irregular, lo que los dejó en el noveno lugar sin posibilidad de ascender a la División de honor. Romo disputó 12 partidos en el campeonato.
Finalmente por sus constantes llamados a la selección se remplantea su préstamo y pese a que aún quedaban seis meses de este, se decide enviarlo de vuelta a Colo-Colo.

### Colo-Colo (2009)
Tras no continuar en Wanderers, Romo regresa del préstamo a su club de origen, Colo-Colo. Con Marcelo Barticciotto como DT, Romo pudo jugar en 2 partidos del Apertura 2009. Sin embargo, el irregular rendimiento de Colo-Colo provocó que Gualberto Jara asumiera en su lugar, lo que disminuyó las oportunidades de jugar de Romo. Colo-Colo finalizó en el puesto N.º 13, con lo no lograron clasificar a los Play-Offs.
El segundo semestre asumió como nuevo DT de Colo-Colo el argentino Hugo Tocalli. A pesar de las lesiones de algunos compañeros en su puesto, Tocalli no ocupó a Romo durante el Clausura 2009 ni en la Copa Chile 2009. A pesar de no jugar, Romo fue parte del plantel que salió campeón del Clausura tras vencer en la final a Universidad Católica.

### Palestino (2010-2011)
En el año 2010 es enviado a préstamo en Palestino, luego del traspaso del volante Luis Pavez a Colo-Colo. La operación también incluyó los préstamos del volante Gerardo Cortés y del delantero Rodolfo Moya a la tienda palestinista. Iniciando el Torneo Nacional 2010, Romo jugó poco y no tuvo muchas oportunidades para disputar partidos. Sin embargo tras la llegada de Gustavo Benítez a la banca del cuadro árabe, Romo comenzó a jugar de forma más regular, logrando incluso ser titular en algunos encuentros. Palestino terminó ubicado en el décimo lugar de la tabla y Romo disputó 17 partidos en el torneo. Durante la misma temporada, lograron llegar hasta Semifinales de la Copa Chile 2010, donde fueron eliminados por Deportes Concepción, teniendo Romo bastante participación durante el desarrollo de la misma.
Iniciando el 2011 se le renovó el préstamo a Romo, quedándose 1 año más en Palestino. En el Apertura 2011, Palestino tuvo una buena actuación ya que terminaron cuartos en la tabla. Esto les permitió clasificar a los Play-Offs, donde se enfrentaron a O'Higgins, el quinto en la tabla. En el partido de ida empataron a 1, pero quedaron eliminados del torneo tras ser derrotados en el partido de vuelta de local por 3-0. En dicho torneo Romo fue titular absoluto, disputando 16 encuentros. Su buen desempeño en el equipo le valió ser convocado en distintas selecciones menores e incluso en la pre-nómina de la adulta de cara a la Copa América 2011 por el DT Claudio Borghi.
Durante el Clausura 2011, el equipo bajó el nivel considerablemente, finalizando en el lugar N.º 15 cerca de los últimos lugares de la tabla. Esto no fue impedimento para que Romo no destacara por su buen nivel y regularidad, jugando 14 partidos en el Campeonato.

### Regreso a Colo-Colo (2012-2013)
Para la temporada 2012 de la Primera División de Chile, vuelve a Colo-Colo para tener una oportunidad en el equipo dirigido por Ivo Basay. Inmediatamente logra ganarse un puesto de titular en la defensa de cara al Apertura 2012. En abril, Basay fue despedido del club y en su reemplazo llegó Luis Pérez, lo que ocasionó que Romo saliera de la titularidad. Tras unos partidos sin jugar, Pérez vuelve a colocar a Romo de titular, logrando así la clasificación a los Play-Offs. En cuartos de final lograron eliminar a Iquique con un marcador global de 5-4. En Semifinales se enfrentaron al archirrival Universidad de Chile. A pesar de ganarles 2-0 en el partido de ida, fueron derrotados por 4-0 en el partido de vuelta, siendo eliminados del torneo. En el torneo jugó regularmente, disputando 15 partidos.
Durante el segundo semestre, el nuevo técnico Omar Labruna no le dio mayores chances de jugar en el Clausura 2012, siendo titular solamente en partidos válidos por la Copa Chile 2012-13. El 26 de septiembre en un partido válido por la segunda fecha de la Copa Chile 2012-13, Romo anotó su primer gol en el profesionalismo y por Colo-Colo contra su ex-club Palestino, decretando el 3-0 definitivo del encuentro. En dicha Copa jugó 7 partidos, pero fueron eliminados en octavos de final por O'Higgins, a quienes vencieron en el partido de ida por 3-1, pero fueron derrotados por 5-1 en el partido de vuelta. Mientras tanto en el Clausura 2012, Colo-Colo terminaría primero en la fase regular, consiguiendo la clasificación a la Copa Sudamericana 2013. Sin embargo, en los Play-Offs fueron eliminados por Unión Española en semifinales, tras ser derrotados por 3-1 en la ida y 0-2 en la vuelta. En este torneo Romo tuvo poca participación, disputando solamente 5 partidos.
Iniciado el 2013, Romo tiene pocas opciones de jugar en Colo-Colo, ya que no es del gusto del DT Omar Labruna. Sin embargo con la llegada de Hugo González a la banca del club albo de forma interina, Romo tiene la oportunidad de jugar de titular el 31 de marzo frente a Audax Italiano por el Torneo Transición 2013. Lamentablemente Romo tuvo un bajo rendimiento, lo que ocasionó que fuera reemplazado a los 32 minutos de partido por Leandro Delgado, encuentro que terminó con derrota por 3-1 tras la suspensión del encuentro al minuto 57 de partido. Tras esto, Romo continuó jugando en Colo-Colo Filial sin ser considerado en el equipo adulto, el cual mantuvo una campaña bastante irregular, quedando en el décimo lugar de la tabla de posiciones. Terminado el campeonato, el nuevo técnico Gustavo Benítez le comunica que no está en sus planes para el siguiente torneo, por lo que el club le cederá a otro equipo durante la siguiente temporada.

### Deportes Copiapó (2013)
Tras estar a prueba en Portuguesa de la Segunda División brasileña, finalmente es el 16 de agosto de 2013 cedido a Deportes Copiapó de la Primera B de Chile. Inmediatamente comenzó a jugar con regularidad durante los partidos del Torneo Apertura 2013, siendo titular como lateral izquierda bajo el mando del director técnico Marcelo Miranda. El equipo tuvo un bajo rendimiento durante las primeras fechas, lo que llevó a que en noviembre Miranda fuera reemplazado por Rubén Sánchez. A pesar de esto, Romo se mantuvo como titular inmamovible en el esquema de Sánchez. El rendimiento del equipo mejoró durante las últimas fechas, logrando quedar ubicados en el sexto lugar de la tabla. Romo jugó de forma regular en el torneo, disputando 15 partidos.

## Selección nacional
En el 2008 bajo el mando de Ivo Basay fue parte de la gira por Oceanía de la Selección chilena Sub-23. Participó en la Milk Cup, en su versión 2008, por la selección de Chile Sub-19, cayendo por 2-1 en la final contra el seleccionado de Irlanda del Norte. Unos meses después participó junto a su selección sub-19 en la Talent Cup realizada en Holanda, en la cual salieron terceros. Desde ese mismo año participó en diferentes giras de la Selección Chilena Sub-20 que dirige Ivo Basay. 
En enero de 2009, fue convocado por Basay para formar parte de la Selección Sub-20 durante el Campeonato Sudamericano Sub-20 de 2009 a disputarse en Venezuela, el cual otorgaba pasajes a la Copa Mundial de Fútbol Sub-20 de 2009, a realizarse en Egipto. En el Sudamericano disputó todos los partidos de titular, pero no lograron clasificar al Mundial tras quedar eliminados en Primera Fase, quedando penúltimos en el Grupo B con solamente 3 puntos.
Debido a sus buenas actuaciones en Palestino, el mayo del año 2011 fue citado por primera vez a la selección adulta por el director técnico Claudio Borghi para conformar la pre-nómina que disputará la Copa América 2011 a llevarse a cabo en Argentina, pero no pudo lograr llegar a la nómina definitiva. A pesar de esto, Borghi le convocó en septiembre del mismo año a la Selección Chilena Sub-25 dirigida por su ayudante Jaime Vera para unos amistosos frente México Sub-22. En el primer partido, Romo reemplazó en los descuentos a Carlos Muñoz en la victoria de visitante por 3-1. En el segundo partido frente a México, Romo ingresó de titular y fue expulsado en los descuentos, finalizando el encuentro empatado a 2.

### Participaciones en Sudamericanos
| Torneo                      | Sede                | Resultado           | Partidos | Goles |
| --------------------------- | ------------------- | ------------------- | -------- | ----- |
| Sudamericano Sub-20 de 2009 | Venezuela           | Primera Fase        | 4        | 0     |
| Total de su carrera         | Total de su carrera | Total de su carrera | 4        | 0     |

### Participaciones en Copas con la Selección Nacional
| Torneo        | Sede              | Resultado     |
| ------------- | ----------------- | ------------- |
| Milk Cup 2008 | Irlanda del Norte | Segundo lugar |
| Talent Cup    | Países Bajos      | Tercer lugar  |

## Estadísticas
| Club                         | Div.             | Temporada        | Liga  | Liga  | Copas nacionales | Copas nacionales | Torneos internacionales | Torneos internacionales | Total | Total |
| Club                         | Div.             | Temporada        | Part. | Goles | Part.            | Goles            | Part.                   | Goles                   | Part. | Goles |
| ---------------------------- | ---------------- | ---------------- | ----- | ----- | ---------------- | ---------------- | ----------------------- | ----------------------- | ----- | ----- |
| Colo-Colo · Chile            | 1.ª              | 2006             | 1     | 0     | —                | —                | 0                       | 0                       | 1     | 0     |
| Colo-Colo · Chile            | 1.ª              | 2007             | 1     | 0     | —                | —                | 0                       | 0                       | 1     | 0     |
| Colo-Colo · Chile            | 1.ª              | 2008             | 2     | 0     | —                | —                | 0                       | 0                       | 2     | 0     |
| Santiago Wanderers · Chile   | 2.ª              | 2008             | 12    | 0     | 3                | 0                | —                       | —                       | 15    | 0     |
| Santiago Wanderers · Chile   | Total club       | Total club       | 12    | 0     | 3                | 0                | 0                       | 0                       | 15    | 0     |
| Colo-Colo · Chile            | 1.ª              | 2009             | 2     | 0     | —                | —                | —                       | —                       | 2     | 0     |
| Palestino · Chile            | 1.ª              | 2010             | 17    | 0     | 2                | 0                | —                       | —                       | 19    | 0     |
| Palestino · Chile            | 1.ª              | 2011             | 30    | 0     | 3                | 0                | —                       | —                       | 33    | 0     |
| Colo-Colo · Chile            | 1.ª              | 2012             | 20    | 0     | 7                | 1                | —                       | —                       | 27    | 1     |
| Colo-Colo · Chile            | 1.ª              | 2013             | 1     | 0     | —                | —                | —                       | —                       | 1     | 0     |
| Colo-Colo · Chile            | Total club       | Total club       | 27    | 0     | 7                | 1                | 0                       | 0                       | 34    | 1     |
| Colo-Colo 'B' · Chile        | 3.ª              | 2012             | 2     | 0     | —                | —                | —                       | —                       | 2     | 0     |
| Colo-Colo 'B' · Chile        | 3.ª              | 2013             | 10    | 0     | —                | —                | —                       | —                       | 10    | 0     |
| Colo-Colo 'B' · Chile        | Total club       | Total club       | 12    | 0     | 0                | 0                | 0                       | 0                       | 12    | 0     |
| Deportes Copiapó · Chile     | 2.ª              | 2013-14          | 32    | 1     | —                | —                | —                       | —                       | 32    | 1     |
| Rangers · Chile              | 2.ª              | 2014-15          | 35    | 3     | —                | —                | —                       | —                       | 35    | 3     |
| Rangers · Chile              | 2.ª              | 2015-16          | 30    | 7     | 6                | 0                | —                       | —                       | 36    | 7     |
| Rangers · Chile              | 2.ª              | 2016-17          | 28    | 4     | 2                | 1                | —                       | —                       | 30    | 5     |
| Rangers · Chile              | Total club       | Total club       | 93    | 14    | 8                | 1                | 0                       | 0                       | 101   | 15    |
| Deportes Antofagasta · Chile | 1.ª              | 2017             | 15    | 1     | 6                | 0                | —                       | —                       | 21    | 1     |
| Deportes Antofagasta · Chile | 1.ª              | 2018             | 28    | 4     | 1                | 1                | —                       | —                       | 29    | 5     |
| Deportes Antofagasta · Chile | 1.ª              | 2019             | 11    | 0     | 2                | 0                | —                       | —                       | 13    | 0     |
| Deportes Antofagasta · Chile | Total club       | Total club       | 54    | 5     | 9                | 1                | 0                       | 0                       | 63    | 6     |
| Juárez · México              | 1.ª              | 2020             | 6     | 2     | —                | —                | —                       | —                       | 6     | 2     |
| Juárez · México              | Total club       | Total club       | 6     | 2     | 0                | 0                | 0                       | 0                       | 6     | 2     |
| Palestino · Chile            | 1.ª              | 2021             | 19    | 1     | 5                | 0                | 4                       | 0                       | 28    | 1     |
| Palestino · Chile            | Total club       | Total club       | 65    | 1     | 10               | 0                | 4                       | 0                       | 80    | 1     |
| Deportes Copiapó · Chile     | 2.ª              | 2022             | 0     | 0     | —                | —                | —                       | —                       | 0     | 0     |
| Deportes Copiapó · Chile     | 1.ª              | 2023             | 0     | 0     | 0                | 0                | —                       | —                       | 0     | 0     |
| Deportes Copiapó · Chile     | Total club       | Total club       | 32    | 1     | 0                | 0                | 0                       | 0                       | 32    | 1     |
| Total en carrera             | Total en carrera | Total en carrera | 302   | 23    | 37               | 3                | 4                       | 0                       | 344   | 26    |
| 1. 2.                        |                  |                  |       |       |                  |                  |                         |                         |       |       |

## Palmarés

### Campeonatos nacionales
| Título           | Club      | País  | Año    |
| ---------------- | --------- | ----- | ------ |
| Primera División | Colo-Colo | Chile | 2006-C |
| Primera División | Colo-Colo | Chile | 2007-A |
| Primera División | Colo-Colo | Chile | 2007-C |
| Primera División | Colo-Colo | Chile | 2009-C |